# Radrennbahn am Schyrenplatz
Die Radrennbahn am Schyrenplatz war eine Radrennbahn in München.

## Geschichte
Nach dem Bau der Wittelsbacherbrücke (erste Fertigstellung der Brücke im Jahr 1871) legte der Münchner Veloziped-Club an ihrem östlichen Brückenkopf auf den Wiesen des rechten Isarufers ein Übungsgelände an. Später baute dieser Münchner Bicycle-Club das Übungsgelände zu einer Radrennbahn mit einer 333 Meter langen Bahn und überhöhten Kurven aus.
Der neue Sport mit Radrennen wurde in Deutschland schnell beliebt, das Publikumsinteresse wuchs stetig und es wurde notwendig für die Rennen bessere Austragungsstätten zu finden. In Deutschland begann diese Entwicklung im Jahr 1880 in München auf der auch als Schlittschuh- und Eisbahn genutzten Radrennbahn. Wie lange die Bahn existierte, ist nicht bekannt. In einer Liste von deutschen Radrennbahnen aus dem Jahre 1904 ist sie nicht mehr aufgeführt.